# Filioque

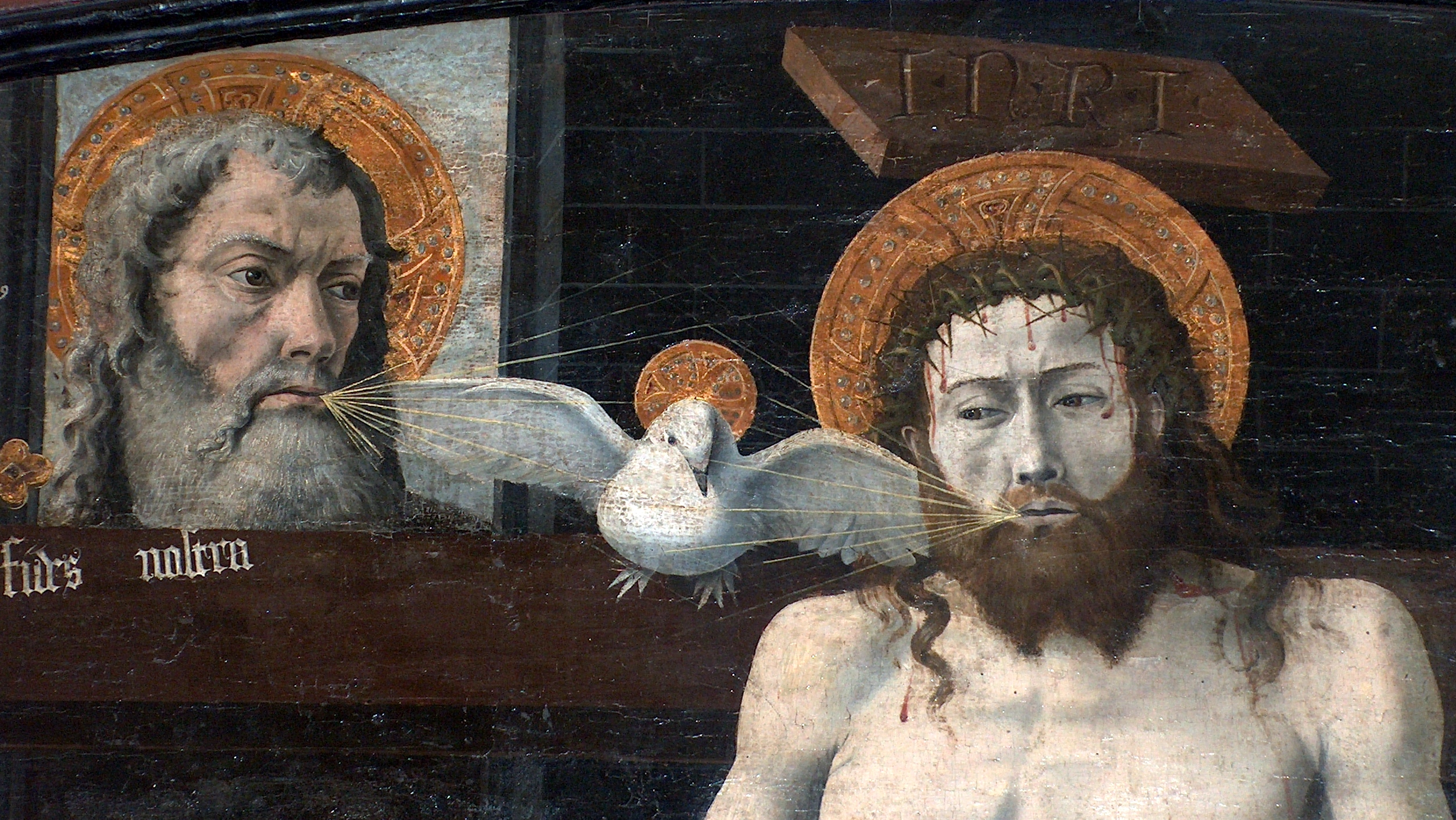
Reprezentare a purcederii Duhului Sfânt de la Tatăl și de la Fiul, mijlocul secolului al XV-lea, Muzeul Luvru

Filioque (în traducere „și de la Fiul”) este un adaos occidental la crezul niceeano-constantinopolitan din secolul al IV-lea. O serie de sinoade locale, precum cel de la Frankfurt din 794, Aachen din 809, au adăugat formula filioque în textul crezului, fapt care a nu a fost aprobat de papa Leon al III-lea. De-abia în secolul următor papa Benedict al VII-lea a cedat presiunilor politice venite din partea împăratului Heinrich al II-lea și a adăugat filioque în crezul latin. Acest fapt a constituit pretextul unei dispute teologice între Biserica Greacă (Ortodoxă) și cea Latină (Catolică), care a culminat în Marea Schismă. În prezent există opinia teologică comună că cele două variante pot coexista, cu recomandarea ca Biserica Latină să renunțe la menționarea explicită a filioque în crez.

## Termenulfilioque
„Filioque” este un termen din limba latină; înseamnă și de la Fiul - cazul ablativ plurisemantic; este cunoscut mai ales sub forma și de la Fiul, cu referire la Fiul lui Dumnezeu, a doua persoană din Sfânta Treime, și la raportul dintre Fiul și Duhul Sfânt, a treia persoană a Sfintei Treimi; prin urmare, în accepția generală, „filioque” este un termen teologic.
Termenul latin procedit este traducerea expresiei grecești Ekpouretai, expouresis, a purcede, dar în același timp redă și termenul, folosit de Părinții Bisericii, exerchetai, „a veni de la”. Traducând doi termeni printr-unul singur, latina creează o falsă echivalență.
Astfel, s-a putut spune, în literatura de limbă greacă, că Duhul Sfânt purcede de la Tatăl dar vine și de la Fiul (vezi Ioan 15, 26), ceea ce în limba latină nu a putut fi echivalat decât prin precizarea filioque sau per Filium.

## Abordare sistematică
Textul crezului, stabilit în limba greacă la Primul conciliu de la Constantinopol și reconfirmat la Al doilea conciliu de la Constantinopol din anul 381, spune că Duhul Sfânt, ca persoană a Treimii, „purcede de la Tatăl; cu Tatăl și cu Fiul este închinat și slăvit”.
Temeiul biblic este Evanghelia după Ioan, capitolul 14, versetul 16, unde Iisus Hristos spune apostolilor: "Și eu voi ruga pe Tatăl și alt mângâietor vă va da vouă, ca să fie cu voi în veac". În capitolul următor (Ioan 15, 26), Iisus Hristos se referă explicit la purcederea Duhului Sfânt: "Iar când va veni Mângâietorul pe care eu îl voi trimite vouă de la Tatăl, duhul adevărului, care de la Tatăl purcede, acela va mărturisi despre mine".
Traducerea latină procedit („purcede”) redă doar aspectul trimiterii Duhului Sfânt de către Fiul, fără a reliefa faptul că Fiul este de aceeași esență ca și Duhul. În contextul răspândirii arianismului în Spania și Galia, care susținea că Fiul nu este Dumnezeu adevărat, Biserica Latină locală s-a văzut nevoită să sublinieze divinitatea lui Isus din Nazaret, ridicându-l pe aceeași treaptă cu Tatăl. Cum la nivel strict semantic acest lucru nu a fost posibil, limba greacă nefiind înțeleasă decât de puțini intelectuali, a fost operat adaosul latin „filioque”, care nu lăsa loc de tăgadă a divinității lui Isus din Nazaret.
Papa Leon al III-lea a fost de acord cu necesitatea clarificării terminologiei latine, însă a refuzat să adauge „filioque” în crezul latin (pentru crezul grec nu se punea problema, acolo termenii neavând nevoie de precizare). Leon al III-lea a gravat textul latin fără adaosul filioque pe două plăci de argint care au fost montate pe Bazilica din Lateran, reședința sa episcopală.

## Istoric
Din punct de vedere istoric termenul filioque a fost introdus ulterior față de Conciliul Constantinopol I, dar este la fel de cert faptul că această adăugire a avut loc într-un timp când, pe de o parte, cele două biserici erau încă unite (fără ca la momentul respectiv adăugirea să reprezinte o problemă), iar pe de altă parte, în acel moment liturghia conținea diferențe locale și regionale însemnate, pe tot cuprinsul Imperiului.
Înainte de secolul al V-lea, discuțiile trinitare erau orientate cristologic, problema purcederii Duhului neavând dezoltări speciale decât în măsura în care era presupusă de chestiunea economiei mântuirii, în raport cu care Duhul era dăruit de Fiul.
Ideea purcederii Duhului Sfânt de la Tatăl și de la Fiul se găsește atât la autori de limbă latină, cât și de limbă greacă, precum Ambrozie, Augustin, Maxim Mărturisitorul, Ioan Damaschinul, fără ca ortodoxia acestora să fie pusă la îndoială. Ei îl foloseau cu sensul de purcedere de la Tatăl prin intermediul Fiului. Pentru Chiril al Alexandriei, Duhul este al Tatălui și al Fiului, iar pentru Grigore de Nisa Duhul vine de la Tatăl, prin intermediul Fiului. De asemenea, pentru Maxim Mărturisitorul, Tatăl și Fiul sunt izvorul consubstanțial al purcederii Duhului (Sf. Maxim folosea însă expresia dya tou Hyiou, adică prin Fiul). În Tratatul despre Sfânta Treime, IV, 20,29, citând din Galateni 4,6: „Și pentru că sunteți fii, Dumnezeu l-a trimis pe Duhul Fiului său în inimile noastre, care strigă: «Abba, Tată!»”, precum și din Ioan 20,22-23: „Și, spunând aceasta, a suflat asupra lor și le-a zis: «Primiți pe Duhul Sfânt! Cărora le veți ierta păcatele, vor fi iertate; cărora le veți ține, vor fi ținute»” (In 20,22-23), Augustin afirmă clar că Duhul Sfânt purcede de la Tatăl și de la Fiul. 

### Contextul latin
„Filioque” se afirmă explicit mai întâi în Simbolul atanasian al sfântului Atanasie din Alexandria, în secolul al V-lea. A fost asumat de biserica latină prin Conciliul de la Toledo, din 589, apoi în Italia, prin Conciliul de la Aquileia, în 796, iar în Europa Centrală, în 809, prin Conciliul de la Aachen.
Conciliul de la Toledo din 589 era unul local, prin care se voia întărirea poziției antiariene și afirmarea clară a credinței că Iisus Hristos este Dumnezeu, de aceeași substanță cu Tatăl. Scopul era apărarea dreptei credințe față de arianism, iar accentul pus pe Filioque voia să facă mai explicit ceea ce în crezul niceo-constantinopolitan era conținut deja, anume că Hristos nu primește Duhul (aceasta ar fi însemnat că devine sfânt) ci, fiind El însuși Dumnezeu, participă și la originarea Duhului. Astfel, Filioque avea drept menire afirmarea divinității Fiului, fiind introdus de latini în contextul disputei cu arianismul.
Papa Leon al III-lea (795-816), pus în fața alegerii, a afirmat că formula Crezului trebuie rostită fără Filioque și ordonă imprimarea versiunii Orientale a Crezului, pe două plăci de argint, puse pe porțile Palatului Lateran. Pe ele, sub textul simbolului credinței stă scris, Haec Leo posui amore et cautela ortodoxe fidei, adică Eu, Leon, am pus (acestea) din dragoste și purtare de grijă față de credința ortodoxă. Plăcile au fost depozitate ulterior la Bazilica Sfântul Petru din Roma. 
Prin acest gest Papa se opunea poziției împăraților franci, favorabili iconoclasmului și lui Filioque.
Papa Benedict al VIII-lea (1012-1024) determină introducerea termenului Filioque în crezul latin, în anul 1014, cu prilejul încoronării solemne a împăratului Henric al III-lea (973-1024).
Toma de Aquino în Summa Theologica că „trebuie spus că este necesar să afirmăm că Sfântul Duh este de la Fiul”.
Odată cu Conciliul de la Florența (1438-1439), expresia lui Maxim Mărturisitorul, dia tou Hyiou (per Filium) este prescurtată și afirmată ca atare: Filioque. Se voia astfel evitarea considerării Fiului ca un „simplu canal” de trecere a Sfântului Duh, fiind dorită accentuarea întrepătrunderii reciproce (perihoreză) a Treimii.

### Contextul bizantin
În aceeași perioadă, Biserica Orientală lupta împotriva pneumatomahilor, care profesau erezia opusă arianismului, spunând că numai Fiul este Dumnezeu iar Duhul Sfânt este o simplă creație a Fiului, primindu-și divinitatea de la El. În acest context, în orient s-a simțit nevoia accentuării ideii că Duhul Sfânt provine numai de la Tatăl, pentru a se arăta mai clar că divinitatea Duhului este egală cu cea a Fiului. Astfel, pentru bizantini era importantă, în context, afirmarea divinității Duhului.
În Constantinopol, unul din marii oponenți ai lui Filioque a fost Fotie (810-892).
Sf. Grigore Palamas avea o poziție nuanțată. În contextul doctrinei energiilor necreate, el afirma că Duhul purcede doar de la Tatăl, dar își capătă consubstanțialitatea și de la Fiul.
La 1054, când cele două biserici se excomunică reciproc, latinii îi acuzau pe greci de eliminarea lui Filioque din Crez, în timp ce grecii îi acuzau pe latini de infidelitate față de Concilii. Nici unii, nici alții, nu înțelegeau, se pare, motivațiile dogmatice ale celuilalt pentru opțiunea privitoare la Filioque. Acesta este, după teologul Paul Evdokimov, cel mai mare paradox din istoria bisericii.

## Dezideratul reconcilierii

### Poziția exprimată de papa Ioan Paul al II-lea
Papa Ioan Paul al II-lea a exprimat în mai multe rânduri dorința de a se clarifica problema lui Filioque, în sensul explicării armoniei crezului latin cu crezul grec.
În cadrul liturghiei de Sărbătoarea Sfinților Petru și Pavel, celebrată în prezența patriarhului Bartolomeu I al Constantinopolului la 29 iunie 1995, papa Ioan Paul al II-lea a enunțat cinci directive, care să fie puse în practică de Biserica Romano-Catolică:
- atestarea unicității credinței trinitare a Bisericii, anume că Tatăl este unica origine a Fiului și Duhului Sfânt.
- profesarea fidelității față de simbolul niceo-constantinopolitan
- risipirea neînțelegerii care i-a divizat pe catolici și ortodocși
- constituirea unei comisii mixte pentru a defini semnificația expresiilor lingvistice tradiționale
- afirmarea voinței catolice de clarificare a tradiției occidentale cu privire la Filioque

### Documentul din anul 1995
În urma acestei directive, Consiliul Pontifical pentru Promovarea Unității Creștinilor a publicat în același an 1995 un document care exprimă poziția actuală a teologiei catolice. Documentul propune abandonarea vechilor prejudecăți adeseori rău-voitoare și politice, prin lămurirea dificultăților care au dus la neînțelegerile istorice dintre cele două biserici.
Documentul explică și ambiguitățile lingvistice care au stat la baza disputelor, arătând că traducerea latinească a grecescului εκπορευσις (Ioan 15,26) prin procesio/procedere urmează un viciu lingvistic, fără suport teologic și istoric. Eroarea de traducere constă în aceea că processio nu redă întocmai grecescul εκπορευσις.
Diferența dintre εκπορευσις și processio este aceea că primul atestă calitatea de obârșie eternă (izvor, πηγη) a Sfintei Treimi, în vreme ce "processio" semnifică, în accepția sa teologică, comunicarea substanței divine eterne asupra Duhului Sfânt de la Tatăl și Fiul, unde ουσια divină este aceeași.
Introducerea adaosului Filioque în traducerea latină a Crezului a fost și o măsură de ortodoxie antiariană, în vremea marilor încercări eretice din Imperiul Roman de Apus. Prin Filioque nu mai există putință de tăgadă că Fiul este de-o ființă cu Tatăl și cu Duhul Sfânt, în perfectă comuniune și împărtășire a Dumnezeirii, a ființei eterne. Filioque este, astfel, o întărire a poziției homoousiene și o lovitură dată ereziei ariene.
Retroversiuena corectă a latinescului processio în limba greacă a sinoadelor ecumenice și a Sfinților Părinți ar fi το προιεναι.
Dovada istorică a bunelor intenții și a ortodoxiei Bisericii Romane este chiar refuzul acesteia de a opera modificări în însuși corpul Crezului original redactat în limba greacă.
Mitropolitul grec Ioannis Zizioulas a remarcat în anul 1996 că formula filioque folosită de exemplu de Maxim Mărturisitorul nu este eretică, ea denotând tocmai intenția reliefării divinității Duhului Sfânt.